# Comuna Căpleni, Satu Mare
Căpleni (în maghiară: Kaplony) este o comună în județul Satu Mare, Transilvania, România, formată numai din satul de reședință cu același nume.

## Demografie
Componența etnică a comunei Căpleni
     Maghiari (92,11%)
     Români (3,23%)
     Germani (1,47%)
     Romi (1,23%)
     Alte etnii (0%)
     Necunoscută (1,96%)
Componența confesională a comunei Căpleni
     Romano-catolici (84,64%)
     Reformați (8,84%)
     Ortodocși (2,03%)
     Alte religii (1,47%)
     Necunoscută (3,02%)
Conform recensământului efectuat în 2021, populația comunei Căpleni se ridică la 2.851 de locuitori, în scădere față de recensământul anterior din 2011, când fuseseră înregistrați 3.031 de locuitori. Majoritatea locuitorilor sunt maghiari (92,11%), cu minorități de români (3,23%), germani (1,47%) și romi (1,23%), iar pentru 1,96% nu se cunoaște apartenența etnică. Din punct de vedere confesional, majoritatea locuitorilor sunt romano-catolici (84,64%), cu minorități de reformați (8,84%) și ortodocși (2,03%), iar pentru 3,02% nu se cunoaște apartenența confesională.

## Politică și administrație
Comuna Căpleni este administrată de un primar și un consiliu local compus din 13 consilieri. Primarul, Tamás-Róbert Megyeri[*], de la Uniunea Democrată Maghiară din România, este în funcție din octombrie 2020. Începând cu alegerile locale din 2024, consiliul local are următoarea componență pe partide politice:
|  | Partid                                     | Consilieri | Componența Consiliului | Componența Consiliului | Componența Consiliului | Componența Consiliului | Componența Consiliului | Componența Consiliului | Componența Consiliului | Componența Consiliului | Componența Consiliului | Componența Consiliului | Componența Consiliului |
|  | ------------------------------------------ | ---------- | ---------------------- | ---------------------- | ---------------------- | ---------------------- | ---------------------- | ---------------------- | ---------------------- | ---------------------- | ---------------------- | ---------------------- | ---------------------- |
|  | Uniunea Democrată Maghiară din România     | 11         |                        |                        |                        |                        |                        |                        |                        |                        |                        |                        |                        |
|  | Forumul Democrat al Germanilor din România | 2          |                        |                        |                        |                        |                        |                        |                        |                        |                        |                        |                        |

## Personalități născute aici
- Robert Roszel (n. 1983), fotbalist de etnie germană.